# 博羅武哈 (拉特涅區)
51°49′58″N 24°35′18″E / 51.83278°N 24.58833°E
博羅武哈（烏克蘭語：Боровуха），是烏克蘭的村落，位於該國西部沃倫州，由科韋利區負責管轄，面積0.69平方公里，海拔高度150米，2001年人口117，人口密度每平方公里169.08人。